# 披针叶野决明
披针叶野决明（学名：Thermopsis lanceolata）为豆科野决明属下的一个种。

## 扩展阅读
- 維基物種上的相關：披针叶野决明